# Arkanđel
Arkanđel (także Arkandel) – bezludna wyspa w Chorwacji, na Morzu Adriatyckim.
Leży na północny wschód od wyspy Drvenik Mali. Zajmuje powierzchnię 0,47 km². Jej wymiary to 1,2 × 0,5 km. Długość linii brzegowej wynosi 3,3 km. Pierwsza historyczna wzmianka o wyspie pochodzi z VII wieku (występuje pod nazwą Didria). W starożytności Arkanđel pełnił strategiczną funkcję obronną względem portu w Trogirze.